# Dermatobia hominis
Dermatobia hominis è l'unica specie nota di oestridae parassita dell'uomo. L’uomo è compreso tra molti altri primati che ne sono vittime, così come molte altre specie. È conosciuta anche come torsalo.
Le uova di Dermatobia sono veicolate da quaranta diverse specie di vettori, per lo più varietà di zanzare e mosche, e anche zecche; la femmina cattura la zanzara per poi attaccarci le sue uova, poi la rilascia. Le uova sfruttano il morso dell'insetto per penetrare nella pelle o semplicemente si lasciano cadere sul futuro ospite. Le larve si sviluppano nel tessuto sottocutaneo (miasi) e dopo circa otto settimane escono fuori per alloggiarsi nel terreno ed impuparsi per un'altra settimana. Gli adulti sono insetti piccoli e grigi somiglianti a una mosca.
Questa specie è nativa del Messico e del Centro America. La sua popolazione non elevata e il non essere particolarmente dannosi fanno sì che non sia considerato un animale nocivo. La larva può sopravvivere nelle otto settimane di sviluppo solo se non ci sono infezioni, perciò è raro che il paziente si infetti. Comunque possono insorgere infezioni nel caso di una cattiva o parziale rimozione del parassita. È probabile che la larva produca una sostanza antibiotica per difendersi dalle infezioni durante il suo ciclo di nutrimento e di crescita.

## Rimedi

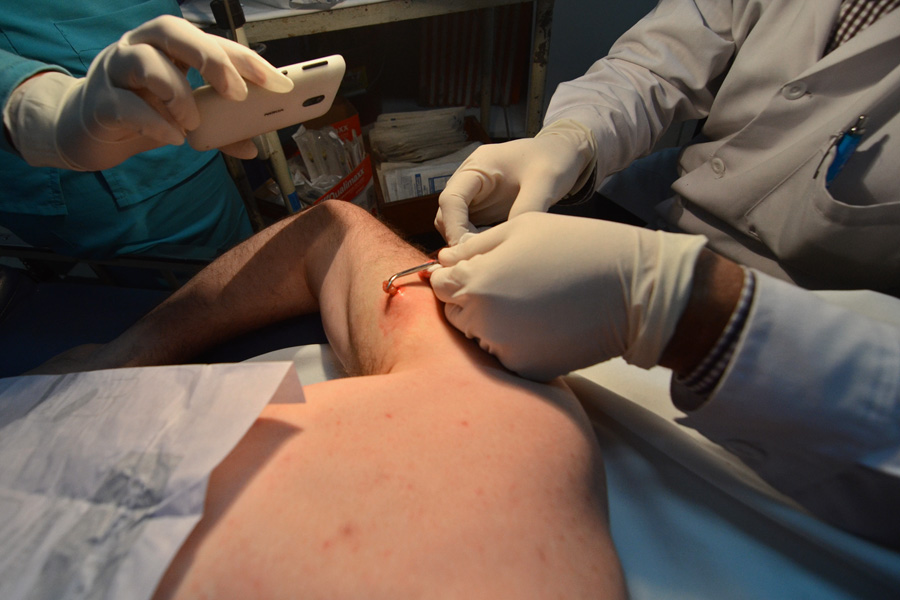
Estrazione di una larva

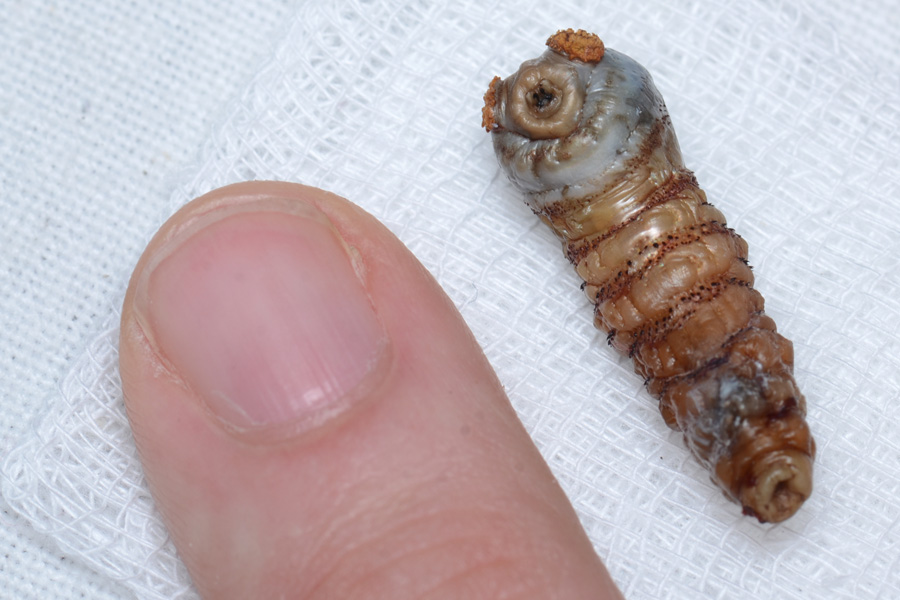
Larva estratta

Recentemente i medici hanno scoperto che siringhe per l'estrazione del veleno possono rimuovere facilmente la larva in qualsiasi stadio della sua crescita. Siccome sono strumenti comuni nei kit di pronto soccorso, questa risulta essere una soluzione facile ed accessibile a tutti.
Una larva è stata rimossa con successo applicando un insieme di strati di smalto per le unghie sull'area di ingresso del parassita, risvegliandola data la parziale asfissia.
Un effetto simile si può ottenere coprendo l'area con nastro adesivo per indurre la larva al risveglio data la mancanza di ossigeno. Questo metodo è sconsigliato dato che la propaggine respiratoria della larva è fragile e si potrebbe rompere con la rimozione del nastro, lasciando all'interno della pelle parte della larva.
Gelatina di petrolio o vaselina possono essere applicate sulla ferita per impedire alla larva di respirare inducendola così ad uscire.